# Cực bắc Mặt Trăng

Vùng cực bắc của Mặt Trăng được chụp bởi LRO. Cực bắc nằm ở trung tâm.

Cực bắc Mặt Trăng là điểm ở Bắc Bán cầu của Mặt Trăng nơi trục quay của Mặt Trăng gặp bề mặt của nó.
Cực bắc Mặt Trăng kết thúc tại điểm cực bắc trên Mặt Trăng, nằm đối diện với cực nam Mặt Trăng. Vĩ độ của nó được xác định là 90° bắc. Ở cực bắc Mặt Trăng, tất cả các hướng chỉ về phía nam; tất cả các đường kinh tuyến đều hội tụ ở đó, vì vậy kinh độ của nó có thể được định nghĩa là bất kỳ giá trị nào.

## Miệng hố va chạm
Một số miệng hố va chạm nổi bật trong khu vực cực bắc Mặt Trăng (từ 60° vĩ độ bắc và điểm Bắc Cực) bao gồm: Avogadro, Bel'kovich, Brianchon, Emden, Gamow, Goldschmidt, Hermite, J. Herschel, Meton, Nansen, Pascal, Petermann, Philolaus, Plaskett, Pythagoras, Rozhdestvenskiy, Schwarzschild, Seares, Sommerfeld, Stebbins, Sylvester, Thales, Van't Hoff, W. Bond, và Whipple.

## Thăm dò
Nhiệm vụ tàu phá băng công nghệ Astrobotic là một nhiệm vụ được lên kế hoạch năm 2015 nhằm thăm dò địa điểm này trên Mặt Trăng, sau đó bị trì hoãn đến năm 2016, và sau đó bị hủy bỏ. Nó có ý nghĩa như một cuộc thi để giành giải thưởng Google Lunar X Prize.